# Pekka Tarjanne
Pekka Tarjanne (ur. 19 września 1937 w Tukholmie, zm. 24 lutego 2010) – fiński fizyk.
W wieku 24 lat został najmłodszym w Finlandii doktorem technologii, po uzyskaniu doktoratu prowadził badania i nauczał w Danii i USA. W 1965 wrócił do Finlandii i został profesorem fizyki teoretycznej na Uniwersytecie w Oulu, a także w Helsinkach, później został też członkiem fińskiego parlamentu. W 1972 na trzy lata objął urząd ministra transportu i komunikacji, 1968-1978 przewodniczył Fińskiej Partii Liberalnej, 1989-1999 był sekretarzem generalnym Międzynarodowej Unii Telekomunikacyjnej.